# Stephostethus renukae
Stephostethus renukae là một loài bọ cánh cứng trong họ Latridiidae. Loài này được Sen Gupta, T miêu tả khoa học năm 1983.